# استقلال از مقیاس

فرایند وینر مستقل از مقیاس است.

در فیزیک، ریاضیات، آمار و اقتصاد، استقلال از مقیاس، بی‌مقیاسی یا مقیاس‌ناوردا ویژگی اشیا یا قوانینی است که هرگاه مقیاس طول، انرژی یا سایر متغیرها با فاکتور مشترکی تغییر کند، ثابت می‌مانند. واژه فنی برای این تبدیل، کش‌آمدن است و کش‌آمدن می‌تواند بخشی از یک تفارن تطبیقی بزرگتر باشد.
- در ریاضیات معمولاً اصطلاح استقلال از مقیاس به عدم تغییر توابع و منحنی‌ها اشاره دارد. مفهومی که بسیار با آن مرتبط است خودهمانندی است که در آن یک تابع یا منحنی تحت مجوعه گسسته‌ای از کششها ثابت می‌ماند.
- در نظریه میدان کلاسیک، استقلال از مقیاس در مورد عدم تغییر کل نظریه تحت کشش است. چنان نظریه‌هایی معمولاً فرایندهای فیزیکی را بدون خصوصیت مقیاس طولی توصیف می‌کنند.
- در نظریه میدان کوانتومی، استقلال از مقیاس، تفسیری بر پایه فیزیک ذرات دارد. در یک نظریه مستقل از مقیاس، قدرت برهمکنش‌های ذرات به انرژی ذرات برخوردکننده بستگی ندارد.